# Cacusa
Der Cacusa (Kakusa, Cacussa) ist ein Bergmassiv im osttimoresischen Verwaltungsamt Cristo Rei, Gemeinde Dili. Nach offiziellen Landkarten von 2019 bildet er die Grenze zwischen den Aldeias Ailoc Laran (Suco Hera) und Fatu Cama (Suco Meti Aut). Die staatliche Nachrichtenagentur Tatoli schreibt 2023, dass der Cacusa in der Aldeia Lenuc Hun (Suco Camea) liegen würde. Traditionell gehört der Berg wohl den Einwohnern von Lenuc Hun, auch wenn die administrative Grenzziehung eine andere ist. Auf einer US-amerikanischen Militärkarte Dilis von 1943 wird das Bergmassiv „Arungu-Lau“ und „Fatu-Adi“ genannt.

## Geographie
Cacusa hat drei Gipfel, die von kleineren Hügeln umgeben sind. Der höchste erreicht eine Höhe von 494 m (08° 32′ S, 125° 38′ O). In Richtung Nordnordwest liegen zwei Gipfel mit 491 m (08° 32′ S, 125° 38′ O) und 470 m (08° 32′ S, 125° 38′ O). Weiter in dieser Richtung befindet sich das Kap Fatu Cama, an dessen Spitze die monumentale Jesusstatue Cristo Rei steht. Westlich liegt der Strand Areia Branca, mit der Bucht von Dili, an der die Landeshauptstadt Dili liegt. Der mittlere Gipfel ist der auffälligste der drei. Auf der kleinen Säule befindet sich ein Vermessungspunkt der die Inschrift „MGT (Missão Geográfica de Timor) 1956 2001“ trägt.

## Kulturelle Bedeutung
Der Cacusa wurde bereits früher von den Mambai, der ursprünglichen Ethnie in der Region, als Heiligtum für religiöse Zeremonien verwendet. Auf dem mittleren Gipfel wurde  an einem als heilig verehrten Baum oder Felsen namens „Fatian“ die Zeremonie des Hatuur Batar Ruin (Tetum für deutsch den Mais setzen) durchgeführt, mit der man die Energie der Natur (Lulik) und Gott (Maromak) um die Erlaubnis bat, verschiedene Pflanzen, wie zum Beispiel Mais, anbauen zu dürfen. „Hatuur Batar“ bedeutet in Mambai „Kakusan“ oder „Cacusa“. Außerdem wurde am Cacusa die Zeremonie Bolu Udan durchgeführt, die den Segen Kaousa (in Mambai), beziehungsweise Hatuun Udan erbat. Wenn der Regen nach der Aussaat ausblieb (tun), brachte man Tiere (Hühner, Schweine, Ziegen), andere Lebensmittel, Kerzen, Palmwein oder Silber zum Heiligtum, um für Regen zu bitten. Die Rituale führten zu dem Namen des heiligen Berges.
Vor Gründung von Dili durch die Portugiesen 1769 bildete der Berg die Grenze zwischen den Reichen von Motael und Laclo. Erst mit der Gründung des Ortes Metinaro in den 1960er-Jahren wurde das Gebiet von Laclo abgetrennt.
Auch aus touristischen Gründen wurde auf dem Massiv ein Wallfahrtsanlage gebaut, die zur römisch-katholischen Pfarrei von Santa Teresinha do Menino Jesus de Bedois gehört. Vor dem Vermessungspunkt wurde eine größere Säule errichtet, an der eine Jesusstatue hängt. Sie ist Namensgeber des Wallfahrtsortes: Jesus sae ba lalehan (deutsch Christi Himmelfahrt). Von einer Plattform auf mehreren Ebenen aus hat man einen Blick über die Bucht von Dili und die gesamte Hauptstadt. Etwas weiter unten steht eine Marienstatue. Neben der Flagge Osttimors ist an einem Flaggenmast eine gelb-weiße Flagge für das katholische Christentum gesetzt, der in Osttimor dominierenden Religion. Zwischen den beiden höchsten Gipfeln ist der Schriftzug „CACUSA“ in großen, weißen Buchstaben aufgestellt (08° 32′ 17,4″ S, 125° 37′ 41,1″ O). Am Hang des höchsten Gipfels stehen drei weiße Kreuze, mit einem lebensgroßen Jesus am mittleren Kreuz (08° 32′ 18,5″ S, 125° 37′ 41,0″ O). Zu Jesus sae ba lalehan führt ein Fußpilgerweg von Lenuc Hun nach Norden, vorbei an den drei Kreuzen und dem CACUSA-Schriftzug, bis auf die Plattformen auf dem mittleren Gipfel. Der Wallfahrtsort wurde am 2. Juni 2023 von Pfarrer Alberty Morato und Kardinal Virgílio do Carmo da Silva eingeweiht.

## Sonstiges
Der Berg ist Namensgeber des Cacusan CF, eines Fußballvereins in Dili.